# Діоскорея
Діоскорея (Dioscorea) — рід квіткових рослин родини діоскорейні (Dioscoreaceae).

## Назва
Рід названо Карлом Ліннеєм у 1753 році. Він назвав на честь давньогрецького лікаря Діоскорида.

## Види
Станом на 2012 рік до роду відносять 613 видів (детальніше у статті Список видів роду діоскорея).

## Використання
Кілька видів діоскорей, що відомі під збірною назвою ямс, є важливими сільськогосподарськими культурами в тропічних країнах, що вирощуються заради їхніх великих бульб. Багато з них отруйні в сирому вигляді, але в процесі варіння отруйні речовини розкладаються, і бульби можна вживати в їжу. Ямс — важливий продукт харчування в країнах Африки, Азії та Океанії.